# Orion Lite (Bigelow aerospace)
Orion Lite est le nom donné dans les médias à un projet abandonné de vaisseau spatial proposé par Bigelow Aerospace en collaboration avec Lockheed Martin. Il s'agissait d'une version allégée du vaisseau spatial Orion que Lockheed Martin développe pour la NASA dans le cadre du programme Constellation annulé début 2010. L'Orion Lite ne doit pas être confondu avec le vaisseau du même nom également désigné sous l'appellation Orion Crew Return Vehicle que l'administration Obama propose de développer comme capsule de sauvetage de la Station spatiale internationale.

## Caractéristiques
Orion Lite est une version simplifiée de la capsule Orion, permettant de desservir l'orbite basse terrestre : la Station spatiale internationale ou les stations spatiales privées comme le projet Sundancer de Bigelow Aerospace. Le vaisseau Orion d'origine est conçu pour des missions de plus longue durée vers la Lune, Mars, les points de Lagrange, et des astéroïdes géocroiseurs. Afin de réduire le poids d'Orion Lite, le bouclier thermique d'origine, capable de résister à une rentrée atmosphérique après une mission interplanétaire donc à une vitesse particulièrement élevée, devait être allégé compte tenu des objectifs moins ambitieux du nouveau vaisseau. En outre une récupération du vaisseau durant sa descente par un avion était également envisagée : cette solution déjà mise en œuvre pour certains satellites. Orion Lite a les mêmes dimensions extérieures qu'Orion mais permet d'accueillir un équipage plus nombreux (7 personnes)  grâce à la suppression des équipements nécessaires aux missions de longue durée pour le vaisseau d'origine.
Orion Lite devait être compatible avec plusieurs lanceurs, dont une version de l'Atlas V apte à lancer un équipage. Le travail sur ce lanceur a commencé, financé par des fonds de relance accordée dans le cadre du programme Commercial Crew Development (CCDev). La fusée Falcon 9 de SpaceX était également proposée comme lanceur.

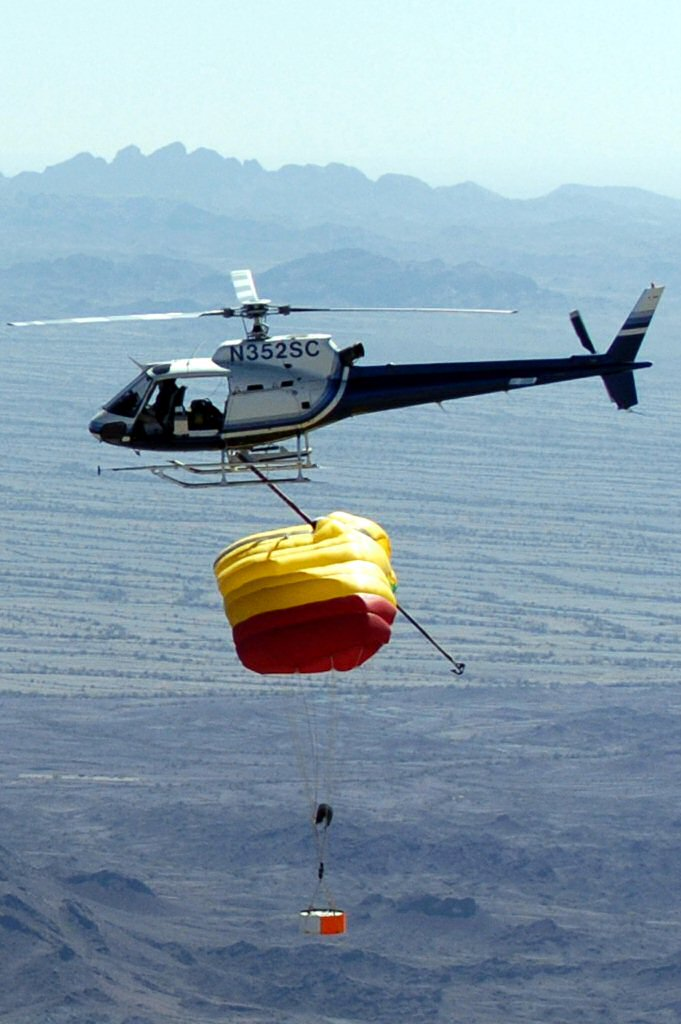
Un hélicoptère avec un long crochet peut attraper un objet parachuté en vol, comme on le voit ici dans une descente d'entraînement pour la récupération prévue de Genesis.

## Abandon du projet
La  collaboration entre Bigelow et Lockheed Martin sur ce vaisseau s'est interrompue après que Bigelow a commencé à envisager d'utiliser la CST-100 de Boeing.